# محمدعارف شاه‌جهان
محمدعارف شاه‌جهان سیاستمدار اهل افغانستان، نماینده مردم ولایت غزنی در دوره شانزدهم پارلمان افغانستان، والی سابق فراه و میدان وردک است. وی در دوره شانزدهم پارلمان عضو کمیسیون معلولین، معیوبین، بازماندگان شهدا و بیوه‌ها بود. شاه‌جهان در ۱۲۷ دلو ۱۳۹۶ از طرف رئیس‌جمهور اشرف غنی به‌جای زندی گل زمانی به‌عنوان والی میدان وردک تعیین شد و در ۲۷ عقرب ۱۳۹۷ عبدالیمین مظفرالدین جانشین وی شد.

## زندگی‌نامه
محمدعارف شاه‌جهان فرزند غلام‌رسول، از قوم هزاره، زادهٔ ۱۳۳۳ (خورشیدی) در منطقهٔ ککرک، ولسوالی جغتو، ولایت غزنی است. وی تحصیلات ابتدایی خود را در لیسه حبیبیه در کابل در سال ۱۳۵۱ به پایان رسانید و در سال ۱۳۵۹ از دانشکده طب دانشگاه ننگرهار فارغ‌التحصیل شد. وی پس از آن مدتی در ولایت غزنی در بخش طبابت به کار پرداخت و بعد به مجاهدین پیوست. در سال ۱۳۷۶ وی به ایالات متحدهٔ آمریکا مهاجرت کرد و در سال ۱۳۸۶ به کشور بازگشت.

## دیگر فعالیت‌ها
دیگر فعالیت‌های ایشان:
- فعالیت در بخش طبابت.
- حضور در جبهات جنگ و فرماندهی نظامی.[۵]
- رئیس تفتیش وزارت دفاع در دوره حکومت برهان الدین ربانی.
- مشاور شورای امنیت ملی در ولایت غزنی (۱۳۸۷).
- رئیس امنیت ملی ولایت غزنی.
- رئیس شورای ولایتی غزنی.
- والی ولایت فراه
- والی ولایت میدان وردک